# 曾涛 (赛艇运动员)
曾涛（1993年5月19日—），湖南古丈人，中国男子赛艇运动员。他曾代表中国参加2019年世界赛艇锦标赛，联同张志远、陈森森和吕凡普获得男子轻量级四人双桨金牌。